# Beekman Winthrop

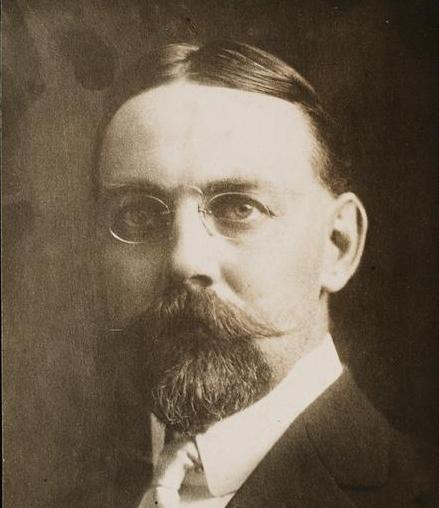
Beekman Winthrop

Beekman Winthrop (* 18. September 1874 in Orange, New Jersey; † 10. November 1940) war ein US-amerikanischer Politiker (Republikanische Partei) und von 1904 bis 1907 Gouverneur von Puerto Rico.

## Werdegang
Beekman Winthrop war Nachfahre von John Winthrop (1588–1649), der Gouverneur der Massachusetts Bay Colony war, und ein Nachkomme von John Winthrop, Jr. (1606–1676), einem Gouverneur der Colony of Connecticut. Sein Vater Robert Winthrop (1833–1892) war ein vermögender und einflussreicher Bankier in New York City. Bis 1900 studierte Beekman Winthrop an der Harvard University unter anderem Jura. Danach wurde er Privatsekretär des späteren US-Präsidenten William Howard Taft, als dieser Gouverneur der Philippinen war. Auf den Philippinen war er zeitweise auch als Richter tätig.
Winthrop war auch ein persönlicher Freund von Präsident Theodore Roosevelt, der ihn im Jahr 1904 als Nachfolger von William Henry Hunt zum neuen Gouverneur von Puerto Rico ernannte. Dieses Amt bekleidete er zwischen dem 4. Juli 1904 und dem 17. April 1907. Dort setzte er sich für lokale Wahlen für die Regierungsämter ein. Im Jahr 1907 ernannte ihn Roosevelt zum stellvertretenden US-Finanzminister (Assistant Secretary of the Treasury). Dieses Amt übte er bis 1909 aus. Danach wurde er vom neuen Präsidenten Taft zum Stellvertreter von Marineminister George von Lengerke Meyer ernannt. Diesen Posten bekleidete er als Nachfolger von Herbert L. Satterlee bis zum Ende von Tafts Amtszeit im März 1913.
Zwischen 1913 und 1916 war Winthrop Direktor bei der National City Bank. Danach wurde er Direktor bei der Firma Robert Winthrop and Co.  Er starb am 10. November 1940.